# HMCS Skeena (D59)
HMCS Skeena (D59/I59) là một tàu khu trục thuộc lớp River của Hải quân Hoàng gia Canada đã phục vụ từ năm 1931 đến năm 1944. Nó tương tự như những chiếc tàu khu trục lớp A của Hải quân Hoàng gia Anh Quốc.
Skeena được chế tạo bởi hãng John I. Thornycroft & Company tại Woolston, Hampshire, Anh; và đưa vào phục vụ cùng Hải quân Hoàng gia Canada ngày 10 tháng 6 năm 1931 tại Portsmouth, Anh. Nó cùng với con tàu chị em HCMS Saguenay là những chiếc đầu tiên được chế tạo đặc biệt cho Hải quân Canada. Nó về đến Halifax vào ngày 3 tháng 7 năm 1931.
Khi Chiến tranh Thế giới thứ hai nổ ra, Skeena đã cứu vớt 65 người sống sót từ chiếc tàu buôn Anh Manipur, vốn bị tàu ngầm Đức U-57 đánh chìm ngoài khơi mũi Wrath vào ngày 17 tháng 7 năm 1940. Vào ngày 2 tháng 9, nó đã cứu vớt 19 người sống sót từ chiếc tàu buôn Anh Thornlea bị tàu ngầm U-46 đánh chìm tại Bắc Đại Tây Dương. Đến ngày 23 tháng 11, nó lại vớt 6 người sống sót từ chiếc tàu buôn Na Uy Bruce bị hư hại bởi tàu ngầm U-100 cùng 9 người từ chiếc tàu buôn Na Uy Salonica bị U-100 đánh chìm gần đó.
Skeena được phân về Đội hộ tống C-3 và đã hộ tống các đoàn tàu vận tải ON 93, HX 191, ONS 104, SC 90, ON 115, HX 202, ON 121, SC 98, ON 131, HX 210, ON 141, SC 109, ON 152 trước khi được tái trang bị vào tháng 1 năm 1943. Vào ngày 31 tháng 7 năm 1942, nó ghi được chiến công đầu tiên khi cùng với HMCS Wetaskiwin thả mìn sâu đánh chìm được tàu ngầm Đức U-588 trong khi đang hộ tống đoàn tàu vận tải ON 115 ở tọa độ .
Skeena bị mất trong một cơn bão vào đêm 24 tháng 10 năm 1944. Nó thả neo ngoài khơi Reykjavík, Iceland khi bị gió bão giật đứt dây neo và bị các cơn sóng cao 50 foot (15 m) đẩy mắc cạn ngoài khơi đảo Viðey với tổn thất 15 thành viên thủy thủ đoàn thiệt mạng. Lườn tàu bị loại bỏ và được bán cho Iceland vào tháng 6 năm 1945. Nó được cho nổi trở lại và tháo dỡ sau đó. Chân vịt con tàu được trục vớt và bảo tồn tại một đài lưu niệm gần bến phà của đảo Viðey.